# Aa matthewsii
Lan a Matthew (danh pháp hai phần: Aa matthewsii) là một loài thực vật có hoa trong họ Lan (Orchidaceae). Loài này được (Rchb.f.) Schltr. miêu tả khoa học đầu tiên năm 1912.